# Wappen Baden-Württembergs
Das Wappen Baden-Württembergs wird in zwei Varianten geführt, einem Großen und einem Kleinen Landeswappen.

## Geschichte und gesetzliche Grundlagen
Die Gründung des Landes Baden-Württemberg 1952 war nicht ohne Kontroversen abgelaufen, so dass eine Einigung über die Symbole, ja sogar den Namen des Landes selbst schwer fiel. So bestimmte die im November 1953 verkündete Verfassung zunächst nur die Landesfarben Schwarz-Gold, aber kein Wappen. Dieses wurde erst durch das Gesetz über das Wappen des Landes Baden-Württemberg vom 3. Mai 1954 bestimmt. Seine Verwendung wurde durch die Verordnung der Landesregierung über die Führung des Landeswappens vom 2. August 1954 geregelt. Die Gestaltung stammt von dem Grafiker Fritz Meinhard.
Mit Inkrafttreten des Gesetzes zur Reform des Wappenrechts am 31. Oktober 2015 hat sich die Rechtslage hinsichtlich der Verwendung des Landeswappens in Baden-Württemberg geändert. Das bislang geltende Gesetz über das Wappen des Landes Baden-Württemberg vom 3. Mai 1954 und die Verordnung der Landesregierung über die Führung des Landeswappens vom 2. August 1954 sind außer Kraft getreten. An dessen Stelle ist das Landeshoheitszeichengesetz (LHzG) getreten. § 1 LHzG beschreibt das Wappen wie folgt:
(1) Das Wappen des Landes Baden-Württemberg zeigt im goldenen Schild drei schreitende schwarze Löwen mit roten Zungen. Es wird als großes und als kleines Landeswappen geführt.
(2) Im großen Landeswappen ruht auf dem Schild eine Krone mit Plaketten der historischen Wappen von Baden, Württemberg, Hohenzollern, Pfalz, Franken und Vorderösterreich. Der Schild wird von einem goldenen Hirsch und einem goldenen Greif, die rot bewehrt sind, gehalten.
(3) Im kleinen Landeswappen ruht auf dem Schild eine Blattkrone (Volkskrone).
Mit den drei Löwen greift das Wappen auf die Tradition des alten Herzogtums Schwaben zurück, dessen letzte Herzöge, die Staufer, dieses Wappen geführt hatten. Der Name Schwaben war für das neue Bundesland lange Zeit im Gespräch gewesen, scheiterte jedoch am Widerstand aus Teilen Badens.

## Großes Landeswappen

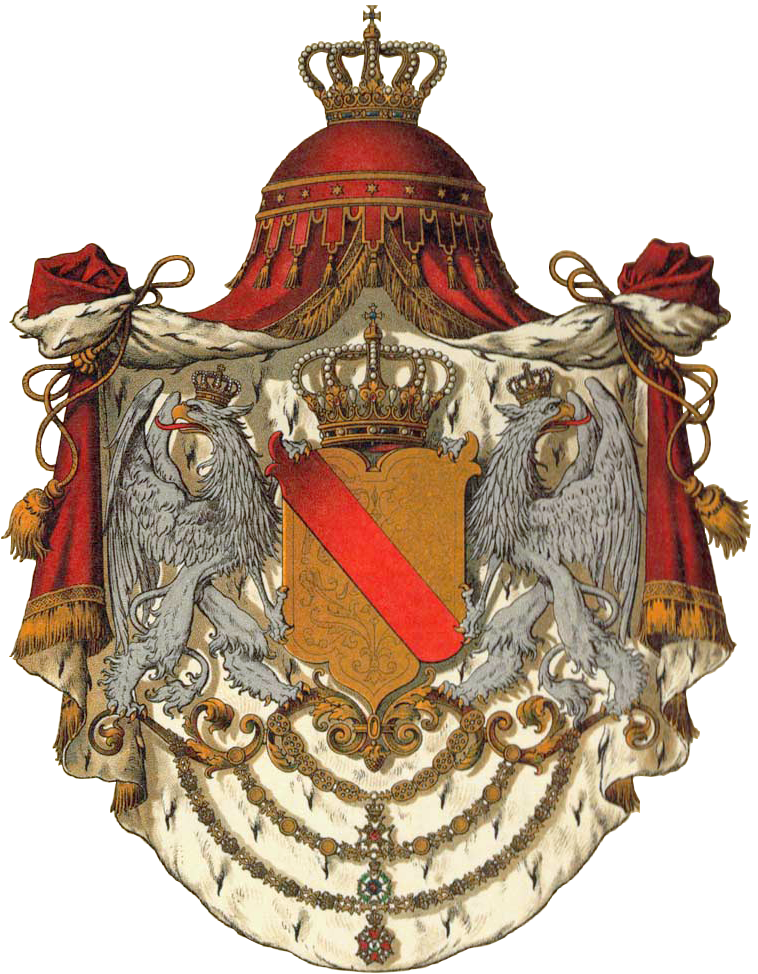
Historisches Wappen Badens

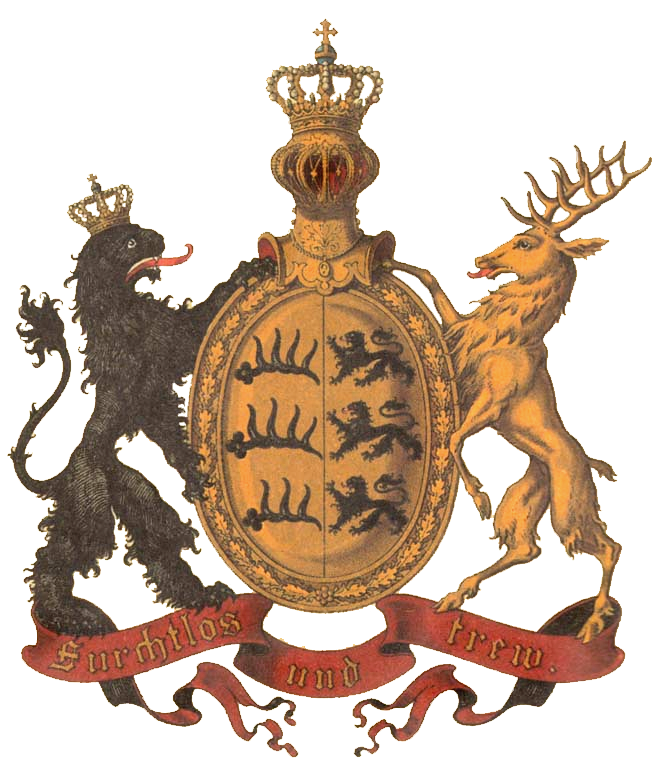
Historisches Wappen Württembergs

Im Großen Landeswappen ruht auf dem Schild eine Krone mit Plaketten, welche die wichtigsten historischen Bestandteile des Landes widerspiegeln. Dies sind (von heraldisch rechts nach links)
- Franken mit dem fränkischen Rechen, der die fränkischen Gebiete im Nordosten des Landes repräsentiert; das ehemalige Herzogtum Ostfranken hatte seinen Schwerpunkt im Nordosten des heutigen Landes,
- Hohenzollern (geviert von Silber und Schwarz) für die (zuletzt preußischen) hohenzollerischen Lande; bis 1849 existierte Hohenzollern als selbständiges Fürstentum und bis 1945 blieb es preußische Exklave in Württemberg, die auch an Baden grenzte,
- Baden (in Gold ein roter Schrägbalken),
- Württemberg (in Gold drei schwarze Hirschstangen),
- der Pfälzer Löwe (in Schwarz ein goldener Löwe) erinnert an die Kurpfalz, deren Gebiet im Nordwesten rund um Heidelberg und Mannheim einen Teil des späteren Großherzogtums Baden ausmachte und
- (Vorder-)Österreich (Bindenschild), der Schild erinnert an den Breisgau und zahlreiche Kleinstgebiete am Neckar, an der oberen Donau in Oberschwaben und im Allgäu, die alle unter der Bezeichnung Vorderösterreich von der habsburgischen Krone abhingen.

Die Wappen der beiden großen namengebenden Territorien Baden und Württemberg sind im Vergleich zu denen der kleineren Besitztümer etwas vergrößert ausgeführt.
Als Schildhalter stehen heraldisch rechts ein Hirsch, der Württemberg repräsentiert, links der Greif für Baden. Greif bzw. Hirsch waren bereits Schildhalter in den Wappen der vor dem Krieg existierenden Länder Baden und Württemberg gewesen. Allerdings hat der Greif seinen Kopf nicht mehr wie im alten badischen Wappen nach außen gewendet. Im Gesetz werden die Schildhalter als golden beschrieben, teilweise sind sie aber gold-silbern gesprenkelt ausgeführt – der ursprüngliche badische Greif ist silbern und der württembergische Hirsch ursprünglich golden. Die Schildhalter stehen auf einem Postament in den Landesfarben Schwarz-Gold, was im Gesetzestext nicht explizit erwähnt ist.
Das Große Landeswappen wird nur von bestimmten Behörden und Institutionen des Landes geführt. Laut § 3 Absatz 1 LHzG sind dies der Landtag, die Fraktionen und die Abgeordneten, der Ministerpräsident, die Regierung, die Ministerien, die Vertretungen des Landes beim Bund und bei der Europäischen Union in Brüssel, der Verfassungsgerichtshof und die obersten Gerichte des Landes, der Rechnungshof, die Regierungspräsidien, der Landesbeauftragte für den Datenschutz und die von der Landesregierung für bestimmte Aufgabenbereiche beauftragten Personen.

## Kleines Landeswappen
Im kleinen Landeswappen ruht auf dem Schild eine Blattkrone, die als Volkskrone die Volkssouveränität nach dem Ende der Monarchie anzeigt. Das kleine Landeswappen wird laut § 3 Absatz 2 LHzG geführt von allen übrigen Landesbehörden und Gerichten, die nicht das große Landeswappen führen, sowie von den Notaren.

## Verwendung des Landeswappens

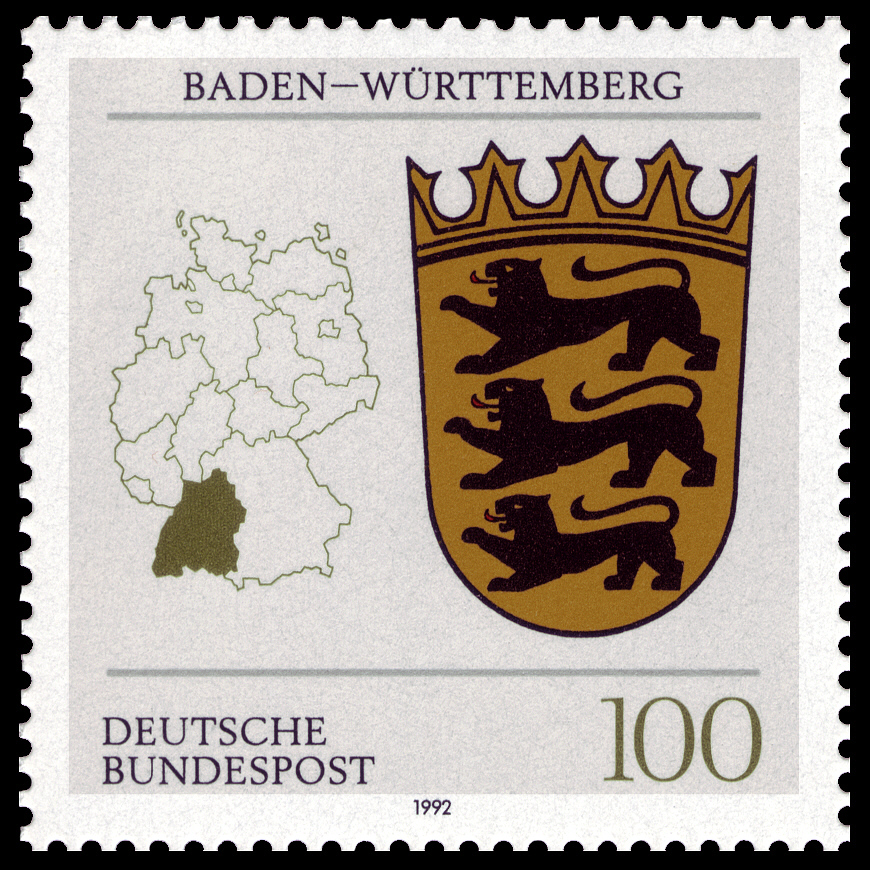
Briefmarke von 1992 aus der Serie: Wappen der Länder der Bundesrepublik Deutschland

Neben der Führung nach § 3 LHzG gibt es die Verwendung des Landeswappens nach § 4 LHzG:
- Mit Genehmigung des Innenministeriums kann das Landeswappen verwendet werden, wenn die Verwendung in einer Weise geschieht, die für dessen Ansehen und Würde nicht abträglich ist, durch die Verwendung des Landeswappens der Eindruck hoheitlichen Handelns nicht erweckt wird und mit der Verwendung des Landeswappens keine kommerziellen Absichten verfolgt werden.
- Ohne Genehmigung kann das Landeswappen verwendet werden für Zwecke der Medienberichterstattung, des Unterrichts oder der staatsbürgerlichen Bildung, für kulturelle Projekte unter Beteiligung des Landes, für künstlerische oder heraldisch-wissenschaftliche Zwecke oder im Zusammenhang mit vom Land finanziell unterstützten Vorhaben, um auf die Förderung hinzuweisen, sofern durch die Verwendung des Landeswappens der Eindruck hoheitlichen Handelns nicht erweckt wird.

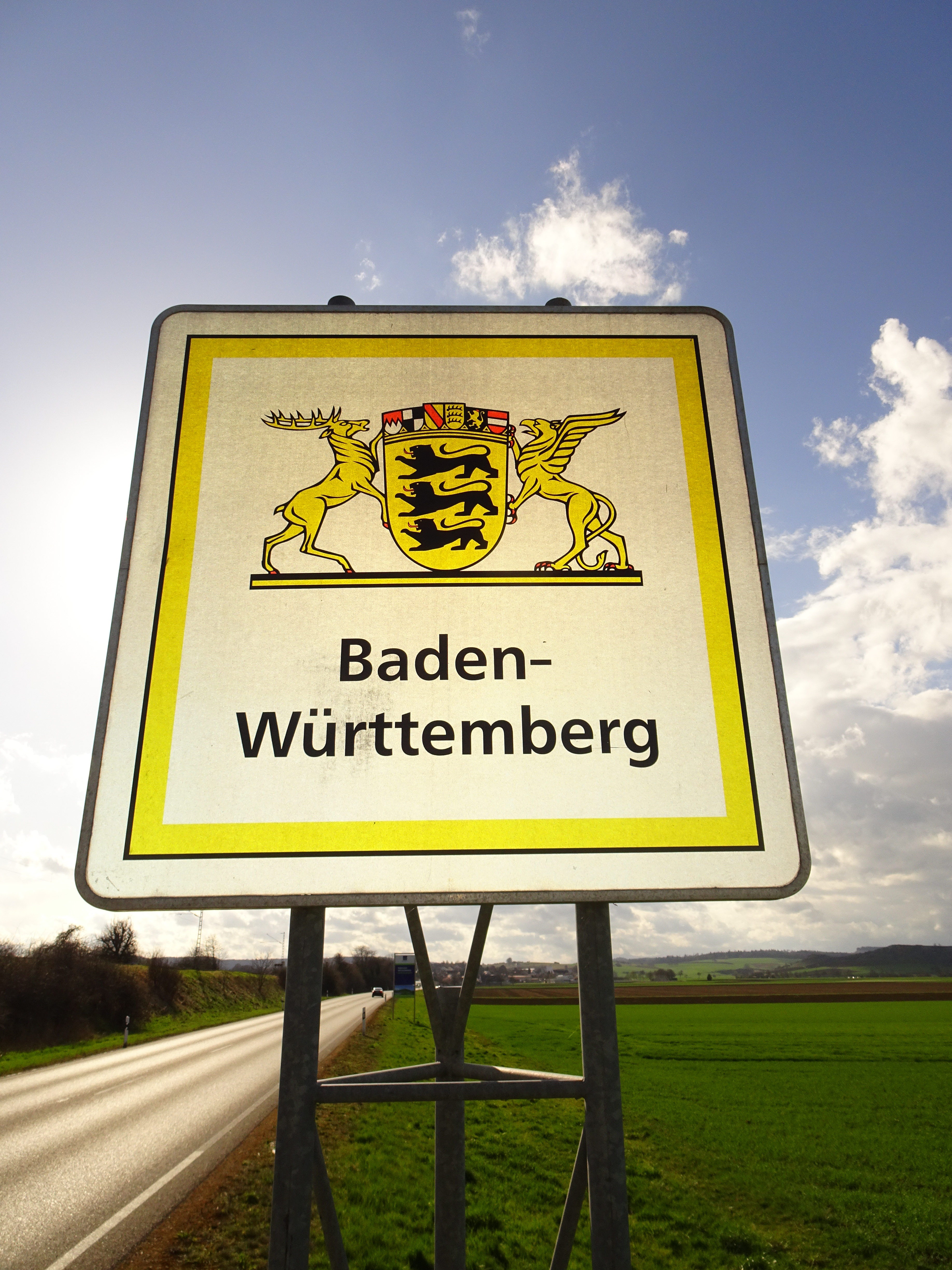
Schild an der Grenze zwischen Baden-Württemberg und Bayern

- Schild an der Grenze zwischen Baden-Württemberg und BayernOhne Genehmigung durfte auch das sogenannte Baden-Württemberg-Signet (die drei Stauferlöwen in einem goldenen Oval) verwendet werden. Dabei handelte es sich um ein Wappenzeichen. Dieses Zeichen durfte allerdings nicht als einziges oder zentrales Element eines Firmenlogos und auch nicht als markenmäßiger Herkunftsnachweis verwendet werden oder nach Art einer Marke herausgestellt werden. Das Baden-Württemberg-Signet wurde 2016 abgeschafft.[2]

## Vorgeschichte

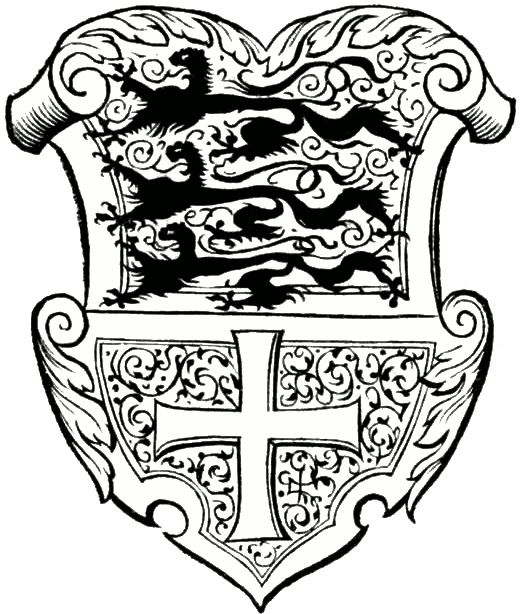
Wappen des Schwäbischen Reichskreises (1563)

Das Drei-Löwen-Wappen tritt erstmals um 1220 in einem Siegel des staufischen Herzogs Heinrich von Schwaben, des späteren Königs Heinrich (VII.), auf. Im Unterschied zu späteren Wappendarstellungen schauen die nach (heraldisch) rechts schreitenden Löwen auf diesem Siegel nicht geradeaus, sondern den Betrachter an. Die Heraldiker sprechen in diesem Fall von Leoparden. Das baden-württembergische Wappen zeigt hingegen geradeaus schauende heraldische Löwen.
Das Herzogtum Schwaben erlosch nach dem Untergang der Staufer und einem Wiederbelebungsversuch durch die Habsburger im Jahre 1308. Der von 1500 bis 1806 bestehende Schwäbische Reichskreis verwendete das Wappen in Form von drei geradeaus schreitenden Löwen. Im 15. Jahrhundert beanspruchten die Habsburger als Inhaber der deutschen Königskrone den an das Reich gefallenen Titel eines Fürsten in Schwaben und verwendeten das Wappen. Besondere Verbreitung fand es durch den Quaternionenadler. Auch an Monumenten für hochmittelalterliche Herzöge von Schwaben und Mitgliedern der Stauferfamilie brachte man im 15. und 16. Jahrhundert oft das Drei-Löwen-Wappen an. Das 1805/06 zum Königreich aufgestiegene Württemberg verwendete bis 1918 das Drei-Löwen-Wappen und der König nannte sich zeitweise „souveräner Herzog in Schwaben“.

## Ähnliche Wappen
Das Wappen des Hauses Waldburg zeigt in Gold drei schwarze heraldische Leoparden. Diese im Gegensatz zum baden-württembergischen Landeswappen volle Übereinstimmung mit dem Siegel des Herzogs von Schwaben von 1220 erklärt sich möglicherweise dadurch, dass die Waldburger zeitweise Ministeriale in staufischen Diensten waren. Die Waldburger legten vergeblichen Protest gegen die Annahme des baden-württembergischen Landeswappens ein, da es ihrer Auffassung nach ihrem eigenen Wappen zu ähnlich sah. Vom waldburgischen Wappen ist dasjenige der heutigen Gemeinde Waldburg abgeleitet.
Das Wappen des Freistaates Bayern zeigt seit 1923 drei hersehende schreitende Löwen (heraldische Leoparden) als Symbol des schwäbischen Landesteils.
Das Wappen und Siegel der in den 1970er Jahren gegründeten Universität Augsburg enthält in der linken Hälfte die drei staufischen Löwen, in der rechten Seite findet sich die Augsburger Zirbelnuss.
Das Motiv der drei schreitenden Löwen findet sich heute auch im Wappen Kärntens, wo es von den mit den Staufern verwandten Babenbergern abgeleitet wird.
Das Wappen Dänemarks zeigt in goldenem, mit roten Herzen bestreutem Feld drei blaue schreitende Löwen, und das Wappen Englands zeigt in Rot drei goldene, hersehende schreitende Löwen (heraldische Leoparden) übereinander. Diese Wappen haben jedoch eine vom staufischen Wappen unabhängige Entstehungsgeschichte und zeigen die Löwen außerdem in anderer Tinktur.

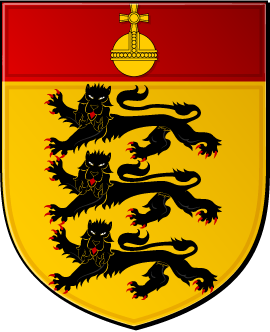
Wappen des Hauses Waldburg
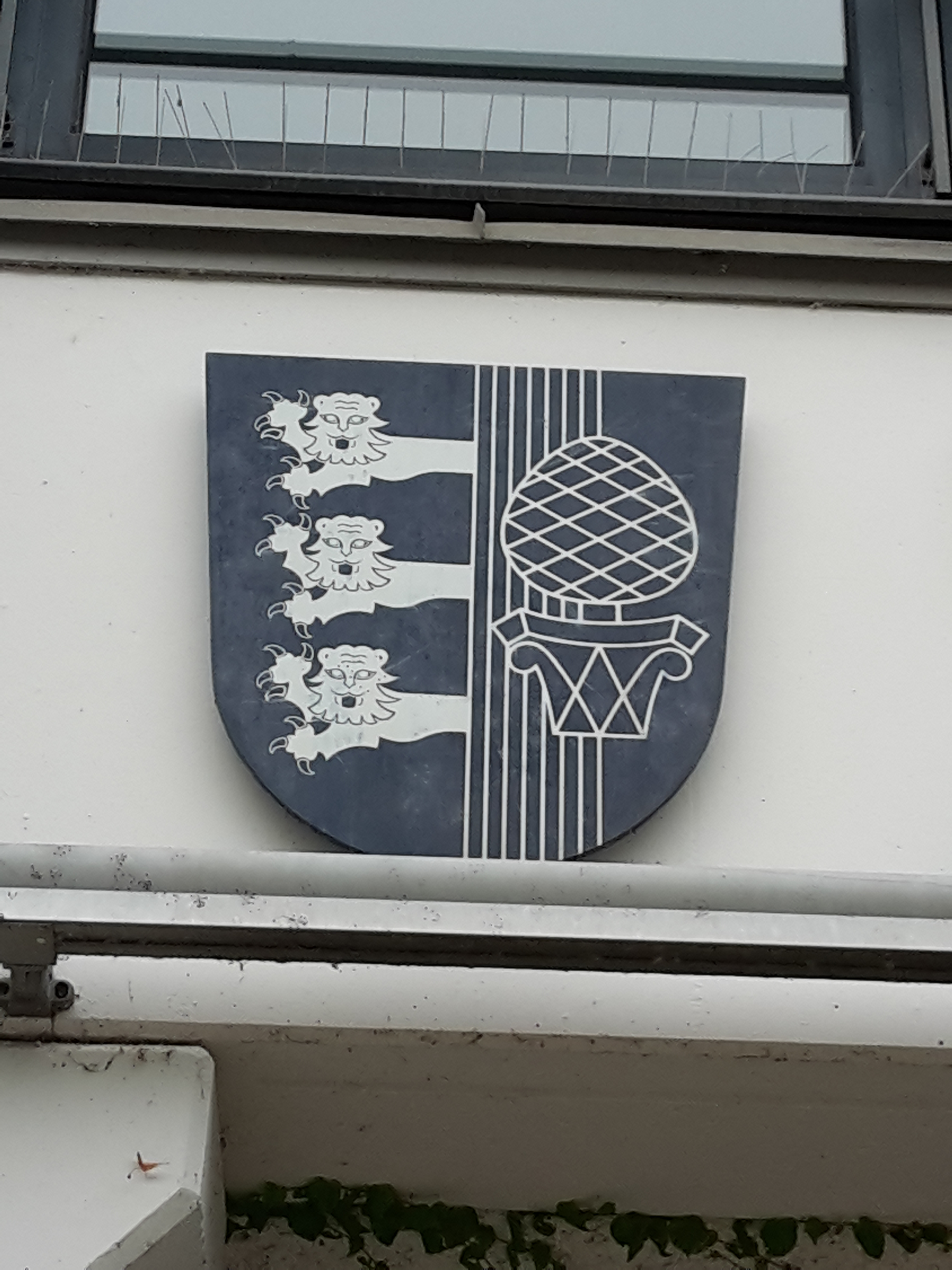
Wappen der Universität Augsburg
Großes Wappen Bayerns
Kleines Wappen Kärntens
Kecskéd (Ungarn) – siehe Donauschwaben